# Alfred Dick
Alfred Dick (* 6. Dezember 1927 in Passau; † 7. März 2005 in Straubing) war ein deutscher Politiker (CSU) und Bayerischer Staatsminister für Umweltfragen (1977–1990).

## Jugend
Dick wurde als Sohn eines Schreiners geboren. Er hatte drei jüngere und vier ältere Geschwister. Nach dem Besuch der Volksschule absolvierte er eine pädagogische Ausbildung an den Lehrerbildungsanstalten in Zangberg und München-Pasing. Diese wurde durch den Arbeitsdienst und die anschließende Einberufung zum Kriegsdienst unterbrochen. Dick verbrachte wegen einer schweren Verwundung ein halbes Jahr im Lazarett und geriet bei Kriegsende in britische Gefangenschaft. Danach setzte er ab 1946 seine Ausbildung an der Lehrerbildungsanstalt in Straubing fort und legte 1949 die erste und 1952 die zweite Lehramtsprüfung ab.

## Lehrtätigkeit
1949 bis 1953 war Dick in Passau im Volksschuldienst tätig. Anschließend wurde er als Heimerzieher an das Schülerheim der damaligen Lehrerbildungsanstalt Straubing versetzt. Nach einer Beförderung zum Heimleiter des Deutschen Gymnasiums Straubing 1958 führte er die Institution bis 1970.
Schon während seiner Zeit in Passau engagierte sich Dick ehrenamtlich in der Katholischen Jugend, dort wurde er auch Dekanatsjugendführer. Im Jahr 1952 organisierte und leitete Dick erstmals die Pädagogischen Ferienwochen Schweiklberg.

## Politischer Werdegang
Dick gehörte zwischen 1962 und 1994 dem Bayerischen Landtag an, von 1970 bis 1990 war er im Kabinett des Freistaates tätig, zunächst als Staatssekretär für Umweltfragen, ab 26. Mai 1977 als Staatsminister dieses Resorts.

## Politische Positionen
Dicks Amtszeit war von heftigen Kontroversen geprägt. Von zentraler Bedeutung waren in seiner Amtszeit im Umweltministerium unter anderem die Folgen der Atomenergie und der Bau des Rhein-Main-Donau-Kanals. Nachdem sich Dick 1982 die Kritik des Bundes für Umwelt und Naturschutz Deutschland (BUND) unter anderem am Festhalten der Landesregierung an Großvorhaben wie dem Rhein-Main-Donau-Kanal und die Forcierung der Atomkraft verbat, rügte dessen Vorsitzender Gerhard Thielcke daraufhin in einem Brief an Dick die Maßregelung des Verbandes.

### Folgen von Tschernobyl
In Dicks Verantwortungsbereich fielen die Sicherungsmaßnahmen nach der Reaktorkatastrophe von Tschernobyl. In den Medien wurde er bekannt, als er mit Cäsium-137 belastete Molke vor laufender Kamera aß, um zu zeigen, wie ungefährlich diese sei. Er kommentierte dies mit den Worten „Des tut mir nix!“ Hannelore Saibold, Abgeordnete der Grünen, warf Dick daraufhin „kriminelle Verharmlosung“ vor.
Nach dem Tod von Alfred Dick berichtete der einstige Sprecher des bayerischen Umweltministeriums Günter Grass, dass „der für seine Schlitzohrigkeit bekannte Minister […] den Mittelfinger ins Molkepulver gesteckt und den Zeigefinger abgeschleckt“ habe, um so eine vermeintliche Sicherheit des Milcherzeugnisses vorzutäuschen.
Im Zusammenhang mit bei Rosenheim auf einem Abstellgleis stehenden rund 100 Eisenbahn-Waggons mit verstrahltem Molkepulver schlug Dick vor, die mit bis zu 5000 Becquerel pro Kilogramm belastete Molke an Nutztiere zu verfüttern. Die Molke wurde später, nachdem sie zunächst an verschiedenen Standorten zwischengelagert wurde und in einer 70 Millionen DM teuren Anlage im bereits stillgelegten Kernkraftwerk Lingen aufbereitet worden war, an bayerische Nutztiere verfüttert.

### Wiederaufarbeitungsanlage Wackersdorf
Nachdem 1979 erste Gerüchte um die Wiederaufarbeitungsanlage Wackersdorf (WAA) in der Oberpfalz aufgetauchten, wurde Schwandorfs Landrat Hans Schuierer von Umweltminister Dick zu einem vertraulichen Gespräch eingeladen, bei dem ihm Dick mitteilte, dass ein „sauberer Betrieb“ mit 3600 Arbeitsplätzen geplant sei. Dick erklärte im Januar 1985, die bayrische Haltung zu Wackersdorf sei klar und eindeutig. Die Technologie sei ausgereift, das Gefahrenpotential gering. Er erklärte, ein Entsorgungskonzept ohne Wiederaufarbeitung sei weder ökologisch noch ökonomisch vertretbar, weiterhin wolle Bayern „seinen Beitrag leisten“. Wissenschaftler warfen Dick in Folge vor, die durch sein Haus beauftragten Gutachter hätten versäumt „ganz wesentliche Sicherheitsrisiken der Anlage überhaupt zu untersuchen“. Dick erteilte im September 1985 die erste Teilgenehmigung für den Bau der atomaren Wiederaufarbeitungsanlage. Er bezeichnete sie in diesem Zusammenhang als „unverzichtbar“.  Dick behauptete im April 1986, die Anlagenkonzeption sei insgesamt geeignet, sicher und ohne Gefahren für Leben („Tote sind gar nicht möglich“), Gesundheit und Sachgüter Dritter zu betreiben. Als 1989 das WAA-Aus durch die Atomwirtschaft initiiert wurde, war Dick sehr verärgert über das "imfame" Verhalten der VEBA. Er erkannte, dass die WAA zwar technisch machbar, politisch aber nicht mehr durchsetzbar war und lehnte auch die angedachtge Brennelementefabrik anstelle der WAA ab.
Im Spielfilm Wackersdorf (2018) wurde Dick durch Sigi Zimmerschied verkörpert.

### Rhein-Main-Donau-Kanal
Dick war ein Verfechter des Ausbaus des Rhein-Main-Donau-Kanals, er bezeichnete ihn als „magisches Dreieck zwischen Landesentwicklung, Wirtschaftswachstum und Umweltschutz“ für den Freistaat.

## Privatleben
Er war seit 1957 verheiratet und Vater von drei Kindern.
Dick erlag den Folgen eines Herzinfarktes, den er während einer Rede im Straubinger Stadtrat (dem er seit 1956 angehörte) erlitten hatte.

## Ehrungen
- 1973: Verdienstkreuz am Bande der Bundesrepublik Deutschland[14]
- 1976: Verdienstkreuz 1. Klasse der Bundesrepublik Deutschland[15]
- 1978: Großes Verdienstkreuz der Bundesrepublik Deutschland[16]
- 1981: Großes Verdienstkreuz mit Stern der Bundesrepublik Deutschland
- Bayerischer Verdienstorden
- 1982: Ehrenbürger der Stadt Straubing
- 1986: Großes Verdienstkreuz mit Stern und Schulterband der Bundesrepublik Deutschland
- 1988: Ehrenbürger von Birnbach
- Ehrenbürger der Universität Passau
- Benennung einer Straße in Straubing: Alfred-Dick-Ring